# ITU G.992.1
ITU G.992.1 (conocido como G.DMT) es un estándar de la UIT para ADSL utilizando modulación DMT (Discrete Multi-Tone) que expande el ancho de banda utilizable en las líneas telefónicas de cobre, facilitando comunicaciones de datos de alta velocidad de hasta 12 Mbps bajada y 1,3 Mbps de subida.
DMT asigna de 2 a 15 bits por canal (bin). A medida que cambian las condiciones de la línea, se puede aumentar o disminuir el número de bits utilizados por canal. Si el cambio de bits está desactivado, esto no ocurre y el módem necesita volver a inicializarse a fin de adaptarse a las cambiantes condiciones de la línea.
Hay 2 normas en competencia para ADSL DMT: la G.992.1 (o G.DMT) del ITU y la T1.413 del ANSI. ANSI T1.413 es un estándar norteamericano, mientras que G.992.1 (G.DMT) es un estándar de la UIT (Comisión de telecomunicaciones de las Naciones Unidas). G.DMT se utiliza más comúnmente hoy en todo el mundo, pero el estándar ANSI fue anteriormente popular en América del Norte. Hay una diferencia de encuadre entre los dos, y seleccionar la norma mal puede causar errores de alineación de trama cada 5 o más minutos. La corrección de errores se realiza utilizando Reed-Solomon, codificación y más protección puede utilizarse si se utiliza la codificación de Trellis. También puede utilizarse Interleaving para aumentar la robustez de la línea, pero esto aumenta la latencia.